# Paul Cornu

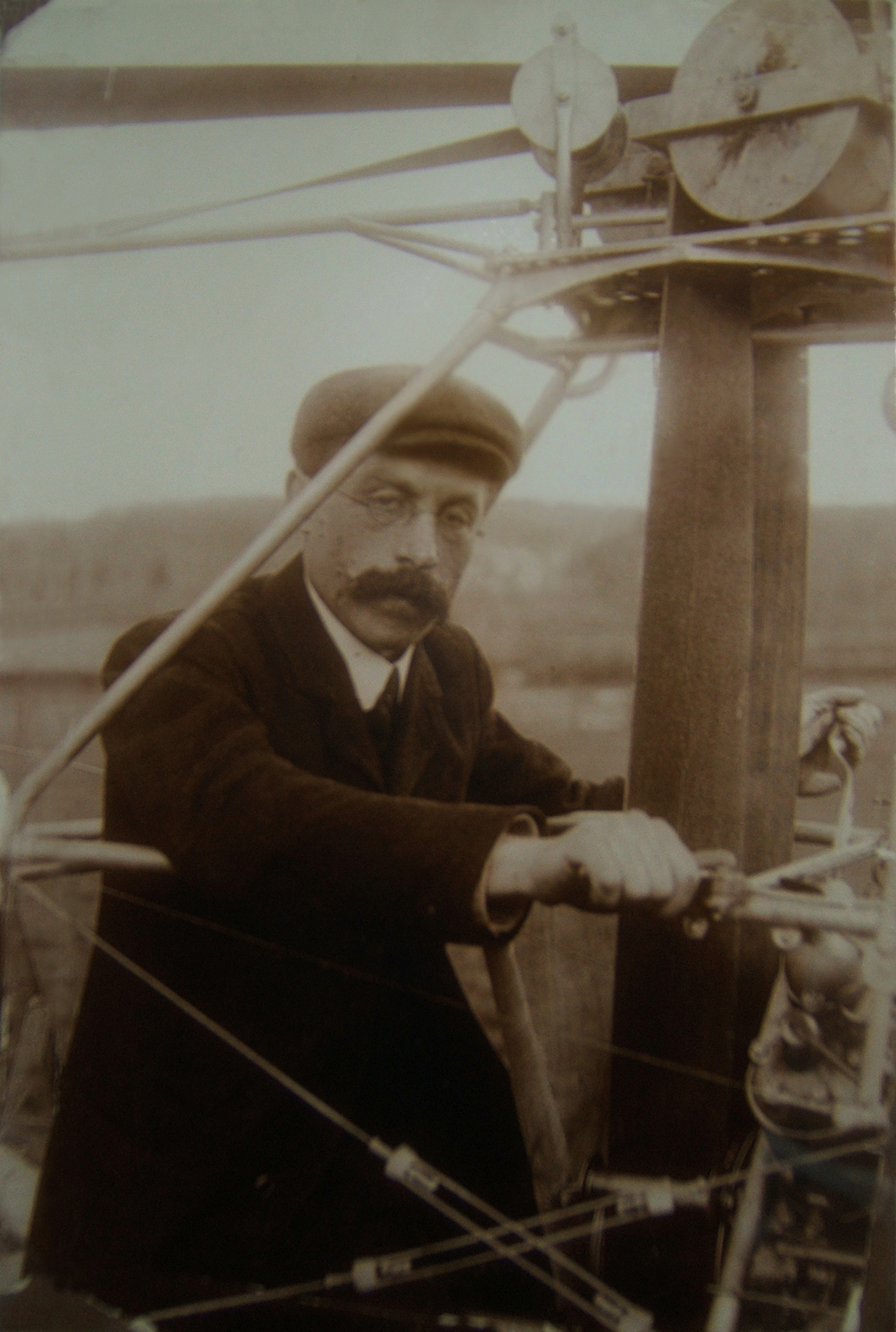
Paul Cornu

Paul Cornu (Glos-la-Ferrière, 15 juni 1881 – Lisieux, 6 juni 1944) was een Franse rijwielhandelaar en uitvinder die als eerste een vrije vlucht maakte in een helikopter.
Deze vlucht op 1,50 meter hoogte duurde 20 seconden en vond plaats op 13 november 1907 in Coquainvilliers. De 6,20 meter lange helikopter (ook wel bekend als de "vliegende fiets") bestond uit een 24 pk Antoinette-motor en twee rotoren met een diameter van 6 meter, die in tegengestelde zin draaiden om het koppel tegen te gaan. Het toestel had een startgewicht van 260 kg en als primitieve vorm van besturing aan beide zijden een kleine vleugel.
In 1906 werd in Frankrijk een prijs in het vooruitzicht gesteld voor diegene die een parcours van één kilometer kon vliegen. Dit was de Deutsch-Archdeacon Prijs. Cornu schreef zich in en wist van vrienden genoeg geld te verzamelen om het project te beginnen. De prijs werd uiteindelijk echter gewonnen door Henri Farman.

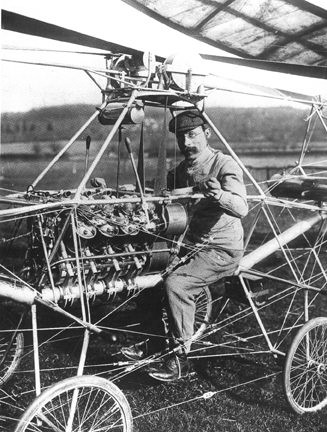
Paul Cornu in zijn eerste helikopter rond 1907

Cornu had als test eerst een schaalmodel gemaakt, met rotoren van 2,25 m in diameter en een Buchet-motor van 2 pk. Hij gebruikte een zak zand als ballast. In de loop van de ontwikkeling werd het schaalmodel vervangen door een toestel op ware grootte en werden de zakken zand uiteindelijk vervangen door de piloot. Met een later model kwam hij tot 6 meter hoogte. Zijn financiële situatie, het uitblijven van publiciteit en de beperkingen van het toestel leidden ertoe dat Cornu de verdere ontwikkeling in 1909 staakte.
Bij een bombardement van de geallieerden in de aanvang van D-Day werd zijn huis geraakt en overleed Cornu, ruim een week voor zijn 63e verjaardag.

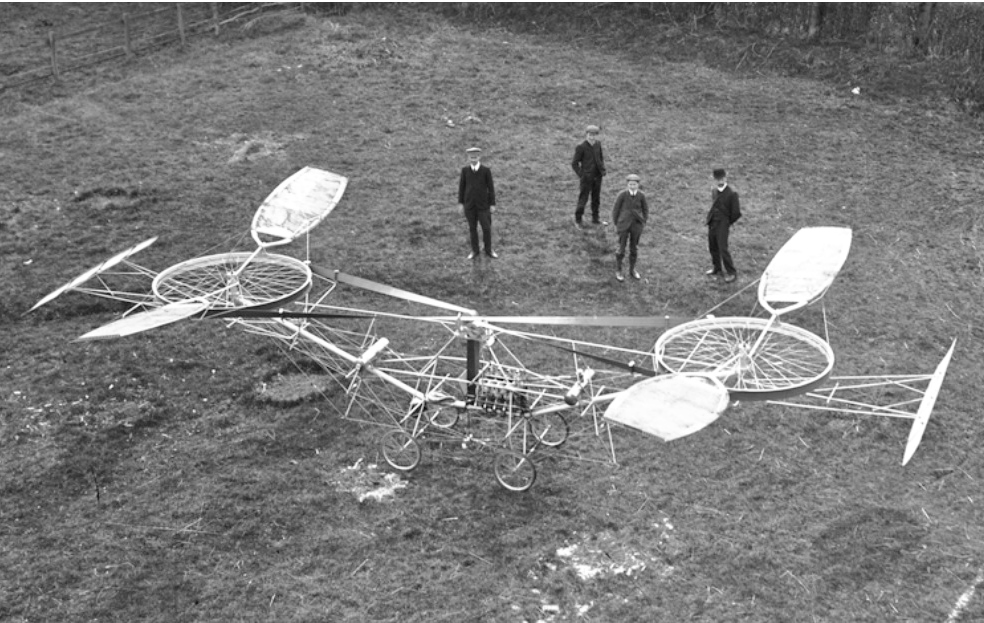
Helikopter van Paul Cornu. De vier horizontale flappen zijn de rotorbladen, de twee verticale flappen de stabilatoren

## Trivia
De gebroeders Wright, de eersten die vlogen met een gemotoriseerd vliegtuig, waren ook fietsenmakers.